# Ковальчук Євдокія Борисівна
Євдокія Борисівна Ковальчук, більш відома як Дуся Ковальчук (1881-1919), — учасниця більшовицького підпілля в Новомиколаївську (1918-1919). 

## Біографія

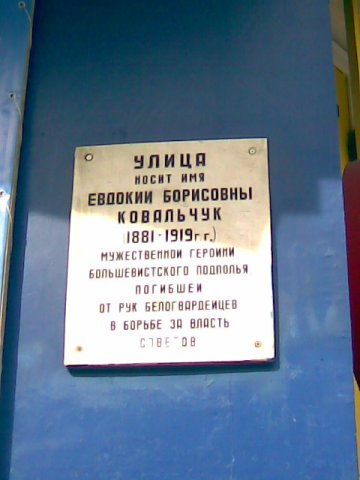

Народилася в селянській родині, яка мешкала в Сергацькому повіті Нижегородської губернії. Пізніше разом з батьками переїхала в Новомиколаївськ Томської губернії. Батько, Борис Андрійович Рєпін, працював теслею. 
У віці 16 років Євдокія Рєпіна вийшла заміж за Федора Ковальчука, який був старший за неї вдвічі. За деякими відомостями, чоловік-перукар мав свій салон на вокзальної площі. Однак є дані, що свідчать про те, що він працював машиністом паровоза. Чоловік був прихильником монархії і не поділяв революційних поглядів подружжя.  У цьому шлюбі народилося чотири дитини (два хлопчика і дві дівчинки). 
Д. Ковальчук була для свого часу емансипованої жінкою: самостійно освоїла читання і письмо, виписувала політичні газети. Добре шила на замовлення на що була вдома швейній машинці «Зінгер». Завдяки чоловікові молодшої сестри Олександри долучилася до нелегальної політичної діяльності . З 1910 року сімейний будинок став місцем зустрічі підпільників. 
У лютому 1917 року Ковальчук вступила в РСДРП, пізніше була обрана в Ново-Миколаївський Совдеп. З грудня 1917 року в місті встановлюється Радянська влада, яку 26 травня 1918 роки скидає повсталий чехословацький корпус, і встановилася влада Тимчасового уряду автономної Сибіру. В цей час Ковальчук стала одним з керівників підпільної групи РКП (б).
Після розстрілу революціонерів-більшовиків організувала похорон соратників — Ф. І. Горбаня, А. І. Петухова, Ф. П. Серебренникова, Д. М. Полковникова і Ф. С. Шмуригіна, Які вилилися в політичну демонстрацію. Збирала для заарештованих і дітей розстріляних гроші, сухарі, одяг, неодноразово виїжджала для зв'язку з ними в інші міста. Брала участь в підготовці пагонів заарештованих, ховала в своєму будинку зв'язкових з інших міст Сибіру. 
У дні грудневого (1918) і лютневого (1919) повстань в Омську виступала прихильником організації повстань в містах на противагу точки зору ряду більшовицьких організацій Сибіру, які пропонували центр повстань перенести на сільську периферію. Сприяла перекидання патронів та боєприпасів алтайських червоним партизанам. 
У вересні 1919 року з групою підпільників арештована контррозвідкою, за одними даними чеської , за іншими - польської . Розстріляна. Місце поховання невідоме.

## пам'ять
- У 1924 році вулиця Покровська в Новосибірську була перейменована в вулицю Дусі Ковальчук .
- У 1957 році поет Василь Федоров написав поему-присвята «Дуся Ковальчук».
- У 1977 році в Сквері героїв революції в Новосибірську було встановлено мармуровий бюст Дусі Ковальчук.